# Коломийська ЗОШ I—III ст. № 5 імені Т. Г. Шевченка
Коломийська ЗОШ I—III ст. № 5 ім. Т. Г. Шевченка — Коломийська загальноосвітня школа I—III ступенів № 5 імені Тараса Григоровича Шевченка. Адреса: пр. Грушевського, буд. 64, м. Коломия, Івано-Франківська обл., Україна.

## Історія школи
Історія  Коломийської загальноосвітньої школи I—III ступенів № 5 імені Т. Г. Шевченка починалась із середмістя давньої Коломиї, коли на зламі століть із високого цісарського повеління та рішення Львівської Краєвої Ради 15 грудня 1903 року (за ст. стилем) була відкрита перша народна чотирикласова державна школа імені з русинською (українською) мовою викладання. Спочатку школа розмістилася в Народному домі (тепер музей Гуцульщини і Покуття [Архівовано 11 лютого 2021 у Wayback Machine.]). Коли в стінах цього закладу виявилося затісно, довелося винаймати приміщення в польській школі ім. Міцкевича (напроти музею Гуцульщини і Покуття, тепер там цехова поліклініка).
Перша згадка про школу друкується в місцевій газеті «Руськая Рада» від 15.08.1904 р. Згодом, за австрійських часів, навчальний заклад перенесений до приміщення школи ім. Яховича (чоловіча школа). Навчання проходило пополудні (у 2-гу зміну) польською мовою. За часів незалежності 1918 року школа перемістилася в приміщення польської школи ім. М. Конопніцької (проспект Грушевського, 64), де знаходиться й понині.
1921-й рік був для школи визначальним. Вона стала державною імені Т. Г. Шевченка з викладанням ряду предметів польською мовою. У цьому ж році польська влада згодилася розвинути школу в семиклясівку з умовою, що українська громадськість подбає для неї про відповідне приміщення. «Українське педагогічне товариство» відпустило на школу свою кам'яницю на вулиці Собєського (давніше тут була хлоп'яча бурса). Унаслідок настирливих домагань українців польська влада змушена була підняти школу до вищого ступеня, так званої «виділівки». Вчителі-українці докладали всіх зусиль, щоб утримати її на високому рівні, надати українського спрямування і втримати від закриття. У цілій Галичині було лише три такого ступеня: у Львові, Перемишлі і в Коломиї.
У 1937 році внаслідок реформування польської освіти школу імені Т. Шевченка об'єднали з дівочою школою імені княгині Ольги.
Вересень 1939 року приніс іще одну реорганізацію — школа імені Т. Г. Шевченка стає школою № 5, бо Польща розпалася і за часів Радянської влади з'явилася просто школа № 5, втративши ім'я Великого Кобзаря.
Під час німецької окупації школа повертає собі попередній статус державної з українською мовою навчання. З 1939 до 1944 року була семирічною з українською мовою викладання. У 1956 році школі № 5 надано статус середньої трудової політехнічної. 1958 року був перший випуск десятикласників, тобто школа стала середньою.
З 1963 по 1966 школа була одинадцятирічною, з 1966 по 1973 рік отримала статус восьмирічної. З 1974 року школа знову є загальноосвітньою середньою.
З 1997 року середній школі № 5 ім. Т. Г. Шевченка присвоєно статус спеціалізованої з поглибленим вивченням французької мови, а з 2009 року — з поглибленим вивченням іноземних мов (англійської та французької).
У 1987 році зданий в експлуатацію новий корпус школи. З 1988 року по 2009 рік здійснено добудову ще одного корпусу школи, у якому розміщені їдальня на 150 місць, спортивна та актова зали на 240 місць. Тепер уже всі приміщення знаходяться по одну сторону проспекту Грушевського і між собою з'єднані. І зовсім нещодавно, 14 жовтня 2011 року, у приміщенні школи відкрито каплицю Покрову Пресвятої Богородиці та Блаженної Йосафати Гордашевської.
У свій час школу очолювали знані люди Коломийщини: зокрема, Василь Костащук, дослідник Стефаникової творчості, автор книги «Володар дум селянських» (1961—1963 рр.); Любомир Юрчишин, учень школи довоєнних років, заслужений учитель УРСР (1982—1993 рр.). 
Саме в 1980-х роках патріотично налаштовані випускники школи довоєнних років: Рогужинський В., брати Кобилецькі, Атаманюк М., Лазаренко Р., Юрчишин Л. разом із товариством «Поступ» та громадськістю міста надсилали листи до Голови Верховної Ради УРСР В. Шевченко з вимогою повернути школі ім'я Т. Г. Шевченка, яке зникло в 1939 році. І домоглися. Постановою Ради Міністрів УРСР від 31 травня 1990 року школі присвоєно ім'я Т. Г. Шевченка, геніального велета духу — поета, художника, мислителя, революціонера, провидця оновленої землі.
Цього ж року, 17 березня, урочисто відкрито музей Т. Г. Шевченка, який є гордістю школи, її вихованців.
Згодом школа отримала статус спеціалізованої з іноземних мов, але у 2015 статус був знятий.

## Дирекція школи
- Директор школи — Лазор Богдан Тадейович.
- Заступник директора школи з навчально-виховної — Харук Олена Василівна, Полюк Ірина Іванівна.
- Заступник директора школи з виховної роботи — Довганюк Тетяна Тарасівна.

## Робота навчального закладу
Учні школи беруть активну участь у таких конкурсах як «Кенгуру», «Колосок», «Соняшник» та багато інших. Також школа щорічно бере участь у Всеукраїнській олімпіаді з усіх предметів та неодноразово займає на них призові місця. Щорічно у школі проводяться заходи, щодо святкування Дня матері, річниці з дня народження Т. Г. Шевченка, Різдва Христового, а також «Прощання з Буквариком», «Україна колядує», зустріч Нового Року та акції «Три картоплини», «Поможи солдату» та інших.

## Джерело-посилання
- Вебсторінка школи [Архівовано 7 лютого 2016 у Wayback Machine.]
- Історія Коломиї